# Mil·lenni IV aC
El mil·lenni iv aC va abastar els anys que van del 4000 aC fins al 3001 aC. Els estats, organitzacions socials suprafamiliars, van sorgint gradualment al final del mil·lenni en algunes societats, particularment a Egipte i Mesopotàmia, que es troben sota la pressió demogràfica d'una economia rural cap a una economia urbana en què el treball s'especialitza, ja sigui intensificant la producció agrícola circumdant, o bé establint xarxes d'intercanvi i desenvolupant artesanies. Sorgeix una classe dirigent, que controla les activitats religioses, organitza l'emmagatzematge i la redistribució d'aliments i manté la seguretat i l'ordre mitjançant la recollida d'una part de la producció en forma d'homenatge o impost. L'aparició de escriptura en aquests sistemes d'estat inicial marca el pas de la prehistòria a la història.

## Esdeveniments
- Mallorca: restes humanes, puntes de sílex, allisadors i punxons d'os. Primers testimonis de presència d'animals domèstics.[1]
- Memfis esdevé la capital d'Egipte.
- La ciutat estat d'Ur domina la regió.
- Auge de la civilització minoica a Creta.

## Invents, descobriments, introduccions
- Ús del jade a la Xina.
- Els més famosos ziggurats .
- Desenvolupament de l'escriptura cuneïforme.
- Primers drenatges i protoclaveguerams a l'Índia.[2]